# DataDrill
DataDrill est un outil de mesure pour le pilotage des projets et la conduite des processus de développement logiciel et système. Il fournit un portail web permettant aux manageurs de consulter les indicateurs de suivi de leurs activités et d’étudier les progrès et tendances. DataDrill implémente en particulier des graphes d’analyse permettant la gestion de la valeur acquise et la maîtrise statistique des procédés.

## Fonctionnalités
L’outil fournit :
- Un portail web permettant aux manageurs de consulter les indicateurs de suivi de leurs activités, d’étudier les progrès et tendances.
- Les facilités permettant la capture, le maintien et la transformation des données nécessaires aux indicateurs dans un entrepôt de données.
- Une bibliothèque de besoins d’informations contenant des indicateurs prêts à l’emploi et la possibilité d’en créer de nouveaux.

DataDrill implémente en particulier des graphes d'analyse permettant :
- la gestion de la valeur acquise ("Earned Value Management" en anglais)
- la maîtrise statistique des procédés (MSP) ("Statistical Process Control" ou SPC en anglais)

Cet outil est développé par la société Américaine Distributive Management. Spirula en assure la distribution en Europe.

## Genèse du produit
- 1992 : MetricCenter - basé sur un client lourd Windows
- 2002 : DataDrill Integrated - changement technologique : l'outil est alors basé sur le Web
- 2006 : DataDrill EXPRESS - inclut la notion de besoin d'information (Information Needs en anglais) conforme à la norme ISO 15939[2]